# Орден Карлоса III
Іспанський Королівський Почесний Орден Карлоса III (ісп. Real y Distinguida Orden Española de Carlos III)  був встановлений королем Іспанії Карлосом III королівським указом 19 вересня 1771 року з гаслом латинською мовою «Virtuti et merito», з метою нагородити тих осіб, які особливо відзначились своїми добрими вчинками на благо Іспанії та Корони. Хоча від часу свого створення він належить до категорії Духовно-Лицарських орденів, а саме, він є Лицарським орденом, формально він став цивільним орденом у 1847 році.
Цей орден, так само, як і інші нагороди, що їх присвоюють, регламентується Королівським Указом від 2002 року, в якому встановлюється за мету «нагородити громадян, котрі своїми стараннями, ініціативами і працею спричинились до видатних і непересічних заслуг Народові» і Розпорядженням від 8 травня 2000 року.

## Історія
Хоча Королівський указ про створення ордену є від вересня 1771 року, Карлос III не оприлюднив тоді своїх розпоряджень, а зробив це 24 жовтня. Причина для цього була в походженні ордену. Майбутній король і принц Астурійський Карлос та його дружина Марія Луїза 5 років у шлюбі не мали дітей, тому, коли народився перший інфант Карлос Климент, його дід Карлос III захотів висловити свою подяку Богові, якому молився в надії на продовження династичного роду, і, особливо, Діві Марії в образі Непорочного Зачаття, якій він вважав себе глибоко відданим; саме тому орден було присвячено Непорочному Зачаттю. Отже, у визначений день, коли королівська невістка змогла вперше бути присутньою на богослужінні з дитям на руках, король вирішив оприлюднити правила обдарування орденом, назвавши себе самого Великим Магістром Ордену і встановивши, що його спадкоємці, які носитимуть титул короля Іспанії, володітимуть таким самим званням і матимуть до себе таке саме звертання. Хоча інфант і численні його брати невдовзі помирали, Карлос III дотримувався своєї обіцянки, хоча кількість присвоєних нагород-хрестів крім монарха була дуже обмежена.
Щоб стати кавалером цього ордену необхідно було відповідати двом умовам — бути достойним і відданим Його Величності. Створили два види — «Великі Хрести» і «Pensionada». Монарх присуджував ордени на власний розсуд, хоча обмежив їх кількість — перших до 60, других до 200. У 1783 році кількість номінацій ордену розширили до трьох, додавши орден «Позаштатного джентльмена» («Caballeros Supernumerarios»), важливість якого поставили посередині між двома попередніми. В цей час треба було задовольняти більше умов, щоб могти стати кавалером ордену: претенденти мусили мати «чистоту і благородство крові» до покоління прадідів, як того вимагає Старе Право Кастилії, а також відповідати іншим чинним нормам закону. Ті, хто отримував орден, зобов'язані були поклястися у вірності особисто королю, його сім'ї, поклястись оберігати добробут Королівського Дому, визнати його як Великого Магістра, жити і померти в католицькій вірі (католицизм), приймаючи без сумніву Тайну Непорочного Зачаття, і принаймні один раз на рік відвідувати повну Службу Божу і причащатись.
21 лютого 1772 року папа Климент XIV папською буллою визнав Орден і надав йому релігійні блага, як йому самому, так і його членам, визнаючи за Великим Магістром можливості здійснювати релігійні дії між його учасниками аж до відпущення гріхів і надання апостольського благословення. Блага для членів Ордену були різного характеру, папа Пій VI згодом ще їх розширив.
Знаки Ордену з часом змінювались, але незмінними залишались початкові ознаки: стрічка блакитного шовку з білими краями, восьмикутний хрест з зображенням Непорочного Зачаття, надпис «Virtuti et Merito» і фігура короля-засновника Ордену.
У 1808 році після усунення від влади Карла VI Наполеоном орден було скасовано. Після розгрому наполеонівських військ орден знову було відновлено, потім, після проголошення в Іспанії Республіки, орден знову ліквідували. У 1875 році, з приходом до влади Альфонса XII, орден було відновлено у попередньому статуті.
Гросмейстером Ордену є король Іспанії.

## Ступені
- Ланцюг
- Великий хрест
- Командор із зіркою
- Командор
- Кавалер

## Опис

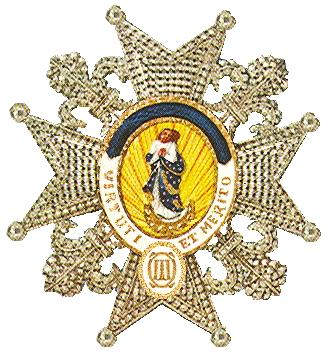
Зірка ордену

Знак ордену є мальтійським хрестом, у центрі якого в овальному медальйоні зображено Діву Марію. Промені хреста, між якими знаходяться золоті королівські лілії, вкриті емаллю блакитного кольору з білою каймою й на кінцях мають золоті кульки. На зворотному боці хреста у центрі медальйона стоїть римська цифра «III», що вказує на автора ордена. Хрест за допомогою перехідної ланки у вигляді золотого лаврового вінця підвішується або до орденської стрічки, або до орденського ланцюга.
Зірка ордена своїм зовнішнім виглядом повторює знак, тільки більшого розміру. Центральний медальйон оточений білою стрічкою на якій написано девіз «Virtuti et merito», розділений овальним медальйончиком із вензелем Карла III.
Орденський ланцюг складається з ланок, що є зображеннями золотих веж, левів та лаврово-пальмових вінців, що оточують римську цифру «III».
Стрічка ордену блакитна, з широкою білою смугою посередині.